# مارنتینو
مارنتینو (به ایتالیایی: Marentino) یک کومونه در ایتالیا است که در استان تورین واقع شده‌است.

## خصوصیات
مارنتینو ۱۱٫۳ کیلومترمربع مساحت و ۱٬۴۰۹ نفر جمعیت دارد و ۳۸۳ متر بالاتر از سطح دریا واقع شده‌است.